# Chromis alta
Chromis alta är en fiskart som beskrevs av Greenfield och Woods, 1980. Chromis alta ingår i släktet Chromis och familjen Pomacentridae. IUCN kategoriserar arten globalt som livskraftig. Inga underarter finns listade i Catalogue of Life.